# Mathías Olivera
Mathías Olivera (Montevideo, 31 oktober 1997) is een Uruguayaans voetballer die als linksback speelt. Hij verruilde Getafe in de zomer van 2022 voor Napoli. Sinds 2022 is hij international van Uruguay.

## Clubcarrière

### Club Nacional
Olivera begon met voetballen in de jeugd van Club Nacional, waarvoor hij op 13 februari 2016 tegen River Plate zijn debuut maakte. Hij brak echter nooit door bij Club Nacional. Hij vertrok op huurbasis naar Atenas, dat een niveau lager acteerde, maar speelde daar nooit één wedstrijd. In juli 2017 was hij dicht bij een overgang naar Galatasaray, maar die overgang ging niet door.

### Getafe
Op 14 augustus 2017 tekende Olivera voor zes seizoenen bij Getafe. In zijn eerste anderhalf jaar in Spanje was hij vooral wisselspeler. Daarom werd hij in de winter van 2019 voor een halfjaar uitgeleend aan Albacete, dat in de Segunda División uitkwam. Daar kwam hij tot 15 wedstrijden en één goal. Na zijn terugkeer bij Getafe was hij steeds vaker basisspeler. Uiteindelijk speelde Olivera vijf seizoenen voor Getafe. Daarin kwam hij 111 wedstrijden en twee goals.

### Napoli
Op 26 mei 2022 maakte Napoli bekend dat het Olivera voor drie seizoenen had overgenomen van Getafe, dat zo'n 11 miljoen ontving voor de linksback. Hij ging in Napels de concurrentiestrijd aan met Mário Rui.

## Clubstatistieken
| Seizoen | Club       | Competitie       | Competitie | Competitie | Beker | Beker | Internationaal | Internationaal | Totaal | Totaal |
| Seizoen | Club       | Competitie       | Wed.       | Dlp.       | Wed.  | Dlp.  | Wed.           | Dlp.           | Wed.   | Dlp.   |
| ------- | ---------- | ---------------- | ---------- | ---------- | ----- | ----- | -------------- | -------------- | ------ | ------ |
| 2015/16 | Nacional   | Primera División | 2          | 0          | 0     | 0     | –              | –              | 2      | 0      |
| 2016/17 | → Atenas   | Segunda División | 0          | 0          | 0     | 0     | –              | –              | 0      | 0      |
| 2017/18 | Getafe     | Primera Division | 3          | 1          | 1     | 0     | –              | –              | 4      | 1      |
| 2018/19 | Getafe     | Primera Division | 14         | 0          | 0     | 0     | –              | –              | 14     | 0      |
| 2018/19 | → Albacete | Segunda División | 15         | 1          | 0     | 0     | –              | –              | 15     | 1      |
| 2019/20 | Getafe     | Primera Division | 24         | 0          | 0     | 0     | 5              | 0              | 29     | 0      |
| 2020/21 | Getafe     | Primera Division | 31         | 0          | 1     | 0     | –              | –              | 32     | 0      |
| 2021/22 | Getafe     | Primera Division | 32         | 1          | 0     | 0     | –              | –              | 32     | 1      |
| 2022/23 | Napoli     | Serie A          | 30         | 2          | 1     | 0     | 8              | 0              | 39     | 2      |
| 2023/24 | Napoli     | Serie A          | 23         | 1          | 0     | 0     | 6              | 0              | 29     | 1      |
| 2024/25 | Napoli     | Serie A          | 20         | 0          | 1     | 0     | –              | –              | 21     | 0      |
| Totaal  | Totaal     | Totaal           | 194        | 6          | 4     | 0     | 19             | 0              | 217    | 6      |

Bijgewerkt op 7 februari 2025.

## Interlandcarrière
Olivera speelde tussen 2015 en 2017 28 interlands voor Uruguay onder 20, waarin hij driemaal scoorde. Op 28 januari 2022 maakte hij tegen Paraguay zijn debuut voor Uruguay.

## Erelijst
| Kampioen Serie A | 1× | 2022/23 |

1 Meret ·
4 Buongiorno ·
5 Jesus ·
6 Gilmour ·
7 Neres ·
8 McTominay ·
11 Lukaku ·
12 Turi ·
13 Rrahmani ·
14 Contini ·
15 Billing ·
16 Marín ·
17 Olivera ·
18 Simeone ·
21 Politano ·
22 Di Lorenzo  ·
26 Ngonge ·
29 Hasa ·
30 Mazzocchi ·
37 Spinazzola ·
68 Lobotka ·
81 Raspadori ·
96 Scuffet ·
99 Zambo Anguissa ·
Coach: Conte
1 Muslera ·
2 Giménez ·
3 Godín  ·
4 Araújo ·
5 Vecino ·
6 Bentancur ·
7 De La Cruz ·
8 Pellistri ·
9 Suárez ·
10 De Arrascaeta ·
11 Núñez ·
12 Sosa ·
13 Varela ·
14 Torreira ·
15 Valverde ·
16 Olivera ·
17 Viña ·
18 Gómez ·
19 Coates ·
20 Torres ·
21 Cavani ·
22 Cáceres ·
23 Rochet ·
24 Canobbio ·
25 Ugarte ·
26 Rodríguez ·
Coach: Alonso